# Joseph Johann Hubert Mooren

Der Pfarrer Joseph H. Mooren nach einem zeitgenössischen Porträt

Joseph Johann Hubert Mooren, auch Joseph Jan Hubert Mooren (* 15. September 1797 in Roermond; † 8. Mai 1887 in Wachtendonk), Doktor der Theologie und Philosophie, war ein  katholischer Pfarrer und niederrheinischer Kirchen- und Regionalhistoriker. Er gründete 1851 den „Historischen Verein für Geldern und Umgebung“. 1854 wurde er erster Präsident des von ihm mitbegründeten „Historischen Vereins für den Niederrhein insbesondere die alte Erzdiözese Köln“.

## Leben
Mooren wurde als Sohn des am Hof von Geldern tätigen Verwaltungsbeamten Johannes Lambert Joseph Mooren geboren. Nachdem der Vater, noch nicht 29 Jahre alt, 1801 früh verstorben war, zog die Mutter mit ihren Kindern 1802 in das elterliche Wohnhaus nach Kempen um, wo Joseph  1806 auf die Höhere Schule kam. Seit 1813 besuchte er das Kölner Gymnasium Collège de Cologne, wo er unter anderem auch Unterricht in Logik und Rhetorik erhielt. 1817 bestand er vor einer preußischen Prüfungskommission in Kleve sein philologisches Examen. Anschließend war er in Kempen als Hilfslehrer tätig. 
Schon als junger Mann hatte sich Mooren intensiv mit der von der Römerzeit geprägten älteren Geschichte seiner niederrheinischen Heimat befasst. Inzwischen hatte er sich auch entschlossen, Priester zu werden.  Am 28. Mai empfing er zu Münster die niederen Weihen und das Subdiakonat.  Am 8. September 1823 in Köln zum Priester geweiht, übernahm er im April 1826 das Kirchenamt des katholischen Pfarrers zu Wachtendonk, das er anschließend sechzig Jahre lang bekleidete. Seine Begeisterung für die Regionalhistorie war bereits in seiner Jugend  von dem Xantener Pfarrer Johannes Petrus Spenrath gefördert worden, der zum Bekanntenkreis der älteren Generation seiner Familie gehört hatte. 
Mooren war treibende Kraft  bei den Vorbereitungen zur 1854 verwirklichten Gründung des Historischen Vereins für den Niederrhein gewesen, dessen heimatkundliches  Interesse in erster Linie der Region der  alten Erzdiözese Köln galt  und dem er bis 1881 als Präsident vorstand. Er war Mitherausgeber der Annalen des Historischen Vereins für den Niederrhein, des Organs des Vereins. Er starb 1887 in Wachtendonk in seinem neunzigsten Lebensjahr.
Joseph Mooren war ein Onkel von Albert Mooren und von Theodor Mooren.

## Werke (Auswahl)
Ein Jahr nach seinem Tod gab der Verein ein Register der Hefte 1–39 der Annalen heraus, in dem auch Moorens zahlreiche eigene Beiträge verzeichnet sind.
- zusammen mit Anton Joseph Binterim: Die alte und neue Erzdiöcese Köln in Dekanate eingetheilt. Ein Beitrag zur Geographie, Statistik und Geschichte der Erzdiöcese Köln, Simon Müller, Mainz 1828–31, vier Bände. 
  - Band 1: Erste Epoche. Mit einer Charte der Dekanate und Pfarreien, Mainz 1828  (Digitalisat).
  - Band 2, Mainz 1831 (Digitalisat).
  - Band 3, Mainz 1830 (Digitalisat).
  - Band 4, Mainz 1830 (Digitalisat).
- Nachrichten über Thomas a Kempis : nebst einem Anhange von meistens noch ungedruckten Urkunden. - Crefeld : Gehrich, 1855. Digitalisierte Ausgabe der Universitäts- und Landesbibliothek Düsseldorf
- Urkunden, die Pfarre Willich betreffend. In: Annalen des historischen Vereins für den Niederrhein, insbesondere die alte Erzdiöcese Köln, 1. Jahrgang, Heft 1, Köln  1855, S. 109–112.
- Urkunden, die Pfarre Willich betreffend. In: Annalen des historischen Vereins für den Niederrhein, insbesondere die alte Erzdiöcese Köln, 1. Jahrgang, Heft 2, Köln  1855,  S. 285–297.
- gemeinsam mit J. Schneider: Ueber einige christliche Denkmäler am Niederrhein. In: Annalen des historischen Vereins für den Niederrhein, insbesondere die alte Erzdiöcese Köln, 2. Jahrgang, Heft 1, Köln  1856,  S. 38–62.
- Ueber alte christliche Inschriften aus dem Klevischen. In: Annalen des historischen Vereins für den Niederrhein, insbesondere die alte Erzdiöcese Köln, 2. Jahrgang, Heft 2, Köln  1856,  S. 260–265.
- Heortologisches. In:  Annalen des historischen Vereins für den Niederrhein, insbesondere die alte Erzdiöcese Köln, Heft 23, Köln 1871, S. 225–247.
- zusammen mit Fr. Nettesheim: Heberegister der Einkünfte der Grafschaft Cleve aus dem Anfange des 14. Jahrhunderts. (Schluß). In: Annalen des historischen Vereins für den Niederrhein, insbesondere die alte Erzdiöcese Köln, Heft 31, Köln  1877,  S. 112–143.
- Die Erzdiöcese Köln bis zur französischen Staatsumwälzung. 2 Bde. Düsseldorf 1892/93 Digitalisierte Ausgabe der Universitäts- und Landesbibliothek Düsseldorf

als Herausgeber
- Johannes Petrus Spenrath: Alterthümliche Merkwürdigkeiten der Stadt Xanten und ihrer Umgebung. Aus authentischen Quellen zusammengetragen. 1. Theil. Enthaltend: Nachrichten über die römischen Alterthümer von Xanten. J. H. Funcke, Krefeld 1837 (Digitalisat).
- Johannes Petrus Spenrath: Alterthümliche Merkwürdigkeiten der Stadt Xanten und ihrer Umgebung. Aus authentischen Quellen zusammengetragen. 2. Theil. Enthaltend: Nachrichten über den Bau der xantischen Kirche. J. H. Funcke, Krefeld 1838 (Digitalisat).